# هيوز إكس إتش-17

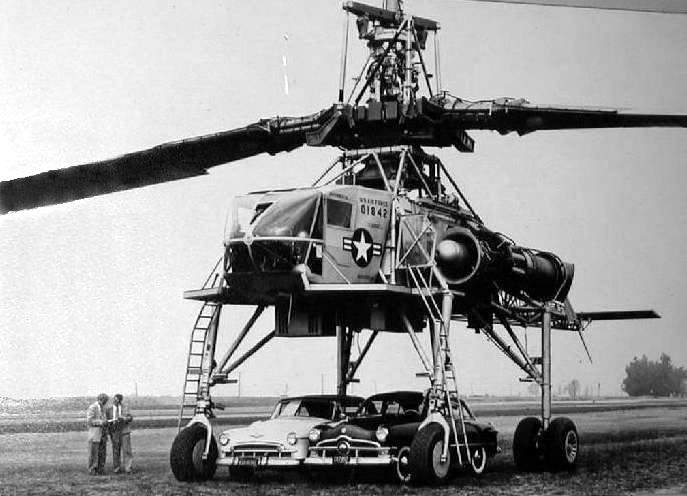

هيوز إكس إتش-17 كانت أول مشروع مروحية لقسم هيوز للمروحيات التابعة لشركة طائرات هيوز.

## مواصفات هيوز إكس إف-11
الخصائص العامة
- الطول:  ()
- باع الجناح:  ()
- الارتفاع:  ()

الأداء

## روابط خارجية
1. ↑  "معلومات عن هيوز إكس إتش-17 على موقع babelnet.org". babelnet.org. مؤرشف من الأصل في 2019-12-16.

- "Giant Jet Helicopter Read For First Flight." Popular Mechanics, August 1952, p. 116.
- http://www.1000aircraftphotos.com/Contributions/VanTilborg/3138.htm
- http://findarticles.com/p/articles/mi_qa3897/is_200104/ai_n8943768
- http://www.flightglobal.com/pdfarchive/view/1956/1956%20-%200015.html